# Yiwu Zhi
El Yiwu Zhi o Registro de Asuntos Extranjeros, también conocido como el Jiaozhou Yiwu Zhi (交州异物志), Nanyi Yiwu Zhi (南裔异物志), Jiaozhi Yiwu Zhi (交趾异物志) y Yangyilang Zhushu (杨议郎著书) entre otros, es un tratado escrito por el consejero de la corte de la dinastía Han, Yang Fu (杨孚), que recopila personas, geografía, fauna, cultivos de arroz, frutas, árboles, hierbas, bambúes, insectos y peces de la región del mar del sur de China. Es el primer documento escrito chino que habla de los productos, métodos de producción y costumbres aborígenes de la región de Lingnan y utiliza una metodología detallada que sería adoptado como un estándar por trabajos más tardíos de este género, como el Nanfang Caomu Zhuang, el Linhai Shuishang Yiwu Zhi (临海水上异物志), el Nanzhou Yiwu Zhi (南州异物志), el Hainan Yiwu Zhi (凉州异物志), Bashu Yiwu Zhi (巴蜀异物志), Funan Yiwu Zhi (扶南异物志), el Lingnan Yiwu Zhi (岭南异物志), el Nanzhong Bajun Yiwu Zhi (南中八郡异物志), el Guangzhou Yiwu Zhi (广州异物志), y el Lingbiao Luyi (岭表录异).

## Versiones
Tanto el Libro de Sui y el Libro Nuevo de Tang citan al Yiwu Zhi pero para el tiempo de la dinastía Song (960-1279) el libro se perdió, a pesar de eso, referencias dispersas permanecieron en trabajos tales como el Beitang Shuchao (北堂书抄), las Lecturas imperiales de la época Taiping, los Registros extensivos de la época Taiping, el Yiwen Julei (艺文聚类), el Comentario sobre el clásico del agua, el Qi Min Yao Shu, el Guangyun, el Taiping Huanyu Ji, el Hailu Suishi (海录碎事), el Compendio de Materia Medica, el Guang Qunfang Pu (广群芳谱), el Guangdong Xinyu (广东新语), y el Guangzhong Tongzhi (广东通志) entre otros.
En el primer año del emperador Daoguang de la dinastía Qing(1821), Zeng Zhao (曾钊) produjo una versión del Yangyilang Zhushu (杨议郎著书) de fuentes textuales antiguas, entonces en 1849 produjo el Yiwu Zhi.En marzo de 1947, La Prensa Comercial de Shanghai publicó un compendio de trabajos basados en el Yiwu Zhi, seguidos en 1991 por el Grupo Editorial de Guangdong (广东省出版集团) que emitió el Archivo Cultural de Lingnan (岭南文库), el cual incluía el trabajo de Wu Yongzhang (吴永章), Yiwu Zhi Jiyi Jiaozhu (异物志辑佚校注).